# Yōko Tanaka
Yōko Tanaka (jap. 田中 陽子, Tanaka Yōko; * 30. Juni 1993 in Yamaguchi, Präfektur Yamaguchi) ist eine japanische Fußballspielerin.

## Vereinskarriere
Tanaka begann ihre Fußballkarriere beim FC Leone Yamaguchi. 2006 wurde sie als eine der ersten auf die JFA Academy Fukushima aufgenommen, für die sie sechs Jahre lang spielte. Im Jahr 2012 bekam sie einen Profivertrag beim Verein INAC Kōbe Leonessa in der höchsten japanischen Frauenliga.

## Nationalmannschaft
Tanaka begann ihre internationale Karriere im Jahr 2008, als sie im Alter von 15 Jahren für die japanische U-17-Nationalmannschaft bei der U-17-Fußball-Weltmeisterschaft in Neuseeland spielte. Bei der U-17-Weltmeisterschaft 　2010 in Trinidad und Tobago bestritt sie als Stammspielerin alle Spiele. Sie gehörte zum Kader der japanischen U-20-Nationalmannschaft an, der an der U-20-Weltmeisterschaft 2012 in Japan teilnahm. Bei der WM erzielte Tanaka in sechs Spielen sechs Tore und war damit die zweitbeste Torschützin des Turniers und die erfolgreichste ihrer Mannschaft.
Im Februar 2013 wurde sie erstmals in den Kader der A-Nationalmannschaft berufen, der am Algarve-Cup 2013 teilnahm. Am 5. März 2013 wurde sie im ersten Gruppenspiel gegen Norwegen in der 56. Minute zu ihrem ersten Einsatz eingewechselt. Im zweiten Gruppenspiel gegen Deutschland und im Spiel um Platz 5 gegen China wurde sie jeweils zur zweiten Halbzeit eingewechselt.
Nachdem sie nicht für die Fußball-Ostasienmeisterschaft der Frauen 2013 nominiert wurde, kam sie am 22. September 2013 beim ersten der beiden Freundschaftsspiele gegen Nigeria, für die insgesamt 41 Spielerinnen nominiert wurden, wieder zu einem Kurzeinsatz.

## Erfolge
- U-17-Vizeweltmeisterin 2010
- U-19 Asienmeisterin 2011
- Gewinn der Japan and South Korea Women’s League Championship 2012
- U-20-Weltmeisterschaftsdritte 2012
- Silberner Schuh als zweitbeste Torschützin der U-20-Weltmeisterschaft 2012